# Robert Arthur (scrittore)
Robert Jay Arthur Jr. (Corregidor, 10 novembre 1909 – Filadelfia, 2 maggio 1969) è stato uno scrittore statunitense di genere fantastico.
È noto per il suo lavoro nel programma radiofonico The Mysterious Traveler e per la pubblicazione della serie di romanzi gialli per ragazzi I tre investigatori.
Fu premiato due volte dall'associazione Mystery Writers of America con l'Edgar Award nella categoria Best Radio Drama (miglior radiodramma). Inoltre, scrisse diverse sceneggiature per alcune serie televisive, tra cui Ai confini della realtà e Alfred Hitchcock presenta.

## Opere

### SerieI tre investigatori
- Il castello del terrore (The Secret of Terror Castle, 1964)
- Il pappagallo balbuziente (The Mystery of the Stuttering Parrot, 1964)
- La mummia sussurrante (The Mystery of the Whispering Mummy, 1965)
- Il fantasma verde (The Mystery of the Green Ghost, 1965)
- Il tesoro scomparso (The Mystery of the Vanishing Treasure, 1966)
- L'isola dello scheletro (The Secret of Skeleton Island, 1966)
- L'occhio di fuoco (The Mystery of the Fiery Eye, 1967)
- Il principe e il ragno (The Mystery of the Silver Spider, 1967)
- L'orologio che urla (The Mystery of the Screaming Clock, 1968)
- Il teschio parlante (The Mystery of the Talking Skull, 1969)

### Raccolte di racconti brevi (come autore)
- Ghosts and More Ghosts (1963)
- Mystery and More Mystery (1966)

### Raccolte di racconti brevi (come curatore)
- Alfred Hitchcock Presents Stories for Late at Night (1961)
- Otto racconti contro la paura (Alfred Hitchcock's Haunted Houseful, 1961)
- Alfred Hitchcock's Ghostly Gallery (1962)
- Alfred Hitchcock's Solve-Them-Yourself-Mysteries (1963); tutte le storie sono a cura di Robert Arthur Jr., tranne The Mystery of the Sinister Theft)
- Alfred Hitchcock Presents Stories That My Mother Never Told Me (1963)
- Alfred Hitchcock's Monster Museum (1965)
- Alfred Hitchcock Presents Stories Not for the Nervous (1965)
- Alfred Hitchcock's Sinister Spies (1966)
- Alfred Hitchcock Presents Stories That Scared Even Me (1967)
- I maghi del brivido (Alfred Hitchcock's Spellbinders in Suspense, 1967)
- Alfred Hitchcock Presents Stories They Wouldn't Let Me Do On TV (1968)
- Davy Jones Haunted Locker (1965)
- Spies and More Spies (1967)
- Thrillers and More Thrillers (1968)
- Monster Mix (1968)
- Alfred Hitchcock's Daring Detectives (1969)

### Sceneggiature per la televisione
- The Unforeseen (1960)
- Matinee Theatre (1955) (episodio The Babylonian Heart)
- Alfred Hitchcock presenta (episodio The Jokester)
- Thriller (1961–1962) (episodi An Attractive Family, Dialogues with Death, The Prisoner in the Mirror)